# Tidarren aethiops
Tidarren aethiops är en spindelart som beskrevs av Knoflach och van Harten 2006. Tidarren aethiops ingår i släktet Tidarren och familjen klotspindlar.
Artens utbredningsområde är Kongo. Inga underarter finns listade i Catalogue of Life.